# Ophiacantha vivipara
Ophiacantha vivipara is een slangster uit de familie Ophiacanthidae.
De wetenschappelijke naam van de soort werd in 1870 gepubliceerd door Axel Vilhelm Ljungman.